# A Trick of Fortune
A Trick of Fortune è un cortometraggio muto del 1911. Il nome del regista non viene riportato nei credit del film di genere drammatico che, prodotto dalla Reliance Film Company, aveva come protagonista Henry B. Walthall.

## Trama
Scoraggiato per aver perso il lavoro, ormai disperato, Harry Wilson decide di porre fine alla propria vita. Rimasto con pochi spiccioli e un biglietto ferroviario per una piccola città, decide di partire e di spendere là i suoi ultimi soldi. All'albergo dove va a stare, si aspetta l'arrivo di un grosso capitalista intenzionato a investire in città. L'arrivo di Harry Wilson che, tra l'altro ha lo stesso monogramma HW sulle valigie, viene scambiato per il finanziere in incognito. Invitato a cena e ricercato da tutti, Harry cerca senza successo di chiarire l'equivoco. Le sue spiegazioni non vengono credute e tutti pensano che cerchi di depistarli. Nel frattempo, il finanziere è arrivato e per evitare seccature impegna Harry a proseguire nell'inganno. Così, in tutta tranquillità, porta avanti l'affare concludendolo e provocando l'ira degli approfittatori che se lo sono visti soffiare da sotto il naso. Harry viene ricompensato profumatamente e adesso ritrova nuovamente il coraggio di affrontare la vita con ottimismo.

## Produzione
Il film fu prodotto dalla Reliance Film Company.

## Distribuzione
Distribuito dalla Motion Picture Distributors and Sales Company, il film - un cortometraggio in una bobina - uscì nelle sale statunitensi l'8 marzo 1911.